# ببغاء بورو الأخضر
ببغاء بورو الأخضر (بالإنجليزية:  Buru green parrot)‏ (بالفرنسية: Perruche de Buru)‏ المعروف كذلك باسم الببغاء الأسود-لوريد أو ببغاء بورو، هو الببغاء المتوطن في جزيرة بورو الاندونيسية، تتميز ذكور هذا الببغاء بمناقير حمراء، والإناث بمناقير رمادية اللون.

## وصف الطائر
يبلغ طول هذا الطائر حوالي 40 سنتيمترا، كما يتميز بريش أخضر اللون مع قليل من الظلال الرمادية ومنقار أحمر.